# 티나 루이즈
티나 루이즈(Tina Louise, 1934년 2월 11일 ~ )는 미국의 배우이다.

## 영화
- 서부명인전
- 스텝포드 와이브스
- 개같은 세상 (영화)

## 텔레비전
- 보난자 (드라마)
- 만닉스
- 코작
- 댈러스 (1978년 드라마)
- 전격 Z작전
- 못말리는 번디 가족
- 올 마이 칠드런
- 로잔느 아줌마